# Klobouky u Brna
Klobouky u Brna (in tedesco Klobouk) è una città della Repubblica Ceca facente parte del distretto di Břeclav, in Moravia Meridionale.